# Priocca
Priocca é uma comuna italiana da região do Piemonte, província de Cuneo, com cerca de 1.956 habitantes. Estende-se por uma área de 9 km², tendo uma densidade populacional de 217 hab/km². Faz fronteira com Canale, Castellinaldo, Govone, Magliano Alfieri, San Damiano d'Asti (AT).

## Demografia
| Variação demográfica do município entre 1861 e 2011                               |
|                                                                                   |
| Fonte: Istituto Nazionale di Statistica (ISTAT) - Elaboração gráfica da Wikipedia |